# Chim thiên đường Raggiana
Chim thiên đường Raggiana (danh pháp hai phần: Paradisaea raggiana) là một loài chim thuộc họ Chim thiên đường (Paradisaeidae).

## Hình ảnh

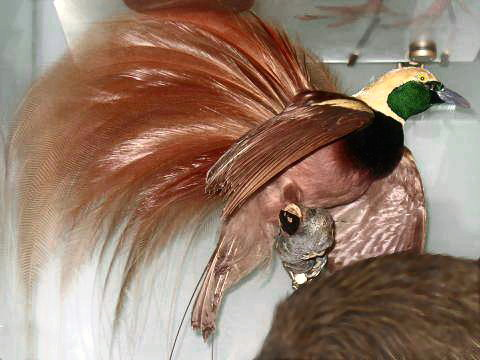
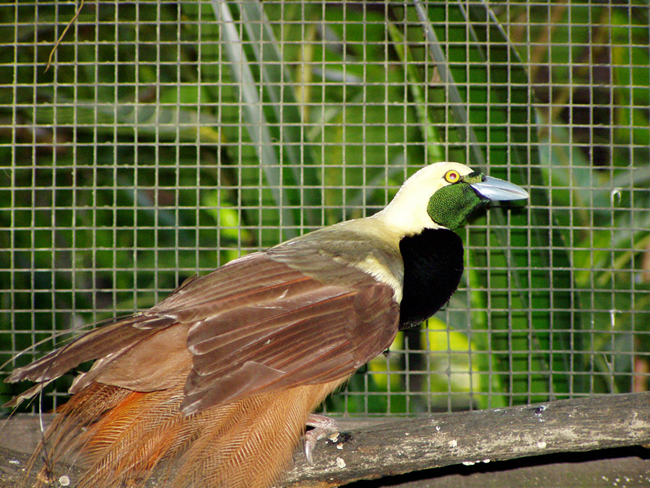

## Mô tả
Chúng có chiều dài 34 cm. Đây là loài dị hình giới tính cao. Thức ăn của chúng gồm chủ yếu là trái cây và động vật Chân khớp. Loài chim này là một tác nhân phát tán hạt giống quan trọng của một số cây đậu quả ở New Guinea, và là tác nhân phát tán hạt giống chính của một số loài gỗ gụ và hạt nhục đậu khấu..
Nó phân bố rộng rãi ở nam và đông bắc New Guinea, nơi nó được gọi là kumul. Nó cũng được gọi là cenderawasih. Theo đề nghị của bá tước Luigi Maria D'Albertis, tính ngữ raggiana để tưởng niệm hầu tước Francis Raggi của Genoa.
Chim thiên đường Raggiana là quốc điểu của Papua New Guinea; trên thực tế vào năm 1971 loài này, với tên Gerrus paradisaea, đã được chọn là biểu tượng Quốc gia và được in lên quốc kỳ Papua New Guinea.